# Jód-trifluorid
A jód-trifluorid egy interhalogén vegyület, képlete IF3. Sárga, szilárd anyag, −28°C felett bomlik. Az előállításánál ügyelni kell arra, hogy ne IF5 keletkezzen.

## Előállítása
−45°C alatt CCl3F-ban a fluor IF3 keletkezése közben reagál a jóddal.
Egy másik előállítási módban alacsony hőmérsékleten jódot és xenon-difluoridot reagáltatnak egymással: 
I2 + 3XeF2 → 2IF3 + 3Xe. 
Instabilitása miatt kevés információ áll rendelkezésre a jód-trifluoridról. Molekulaszerkezete T alakú, ahogy a vegyértékelektronpár-taszítási elmélet megjósolta.

## Fordítás
Ez a szócikk részben vagy egészben  az   Iodine trifluoride című angol Wikipédia-szócikk ezen változatának fordításán alapul.  Az eredeti cikk szerkesztőit annak laptörténete sorolja fel. Ez a jelzés csupán a megfogalmazás eredetét és a szerzői jogokat jelzi, nem szolgál a cikkben szereplő információk forrásmegjelöléseként.